# سیارک ۱۷۸۳

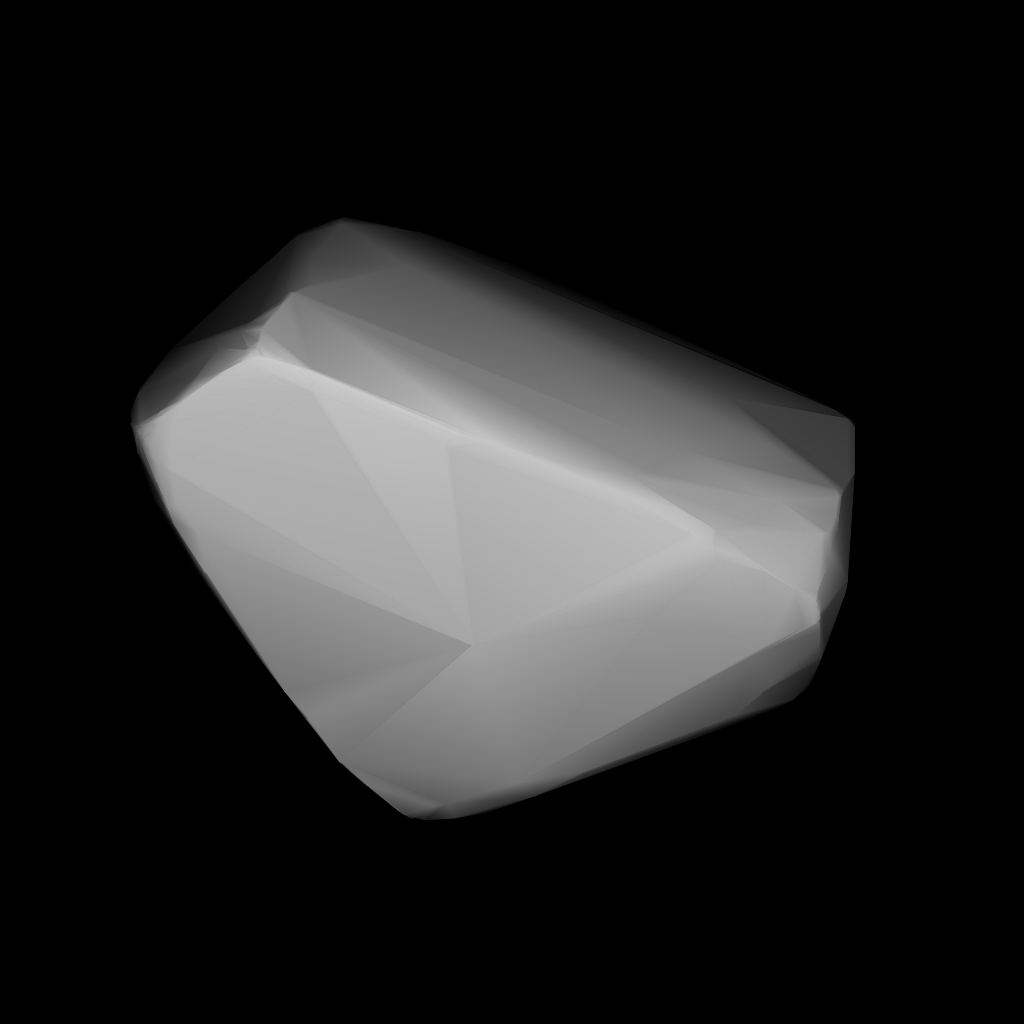
سیارک ۱۷۸۳

سیارک ۱۷۸۳ (به انگلیسی: 1783 Albitskij، نامگذاری:1935FJ) هزار و هفتصد و هشتاد و سومین سیارک کشف شده‌است که در ۲۴ مارس ۱۹۳۵ و در رصدخانه سایمیز کشف شد.
قدر مطلق سیارک برابر ۱۱٫۸۰ است.